# 熱化学
熱化学（ねつかがく、英語: thermochemistry）は、物理化学の一分野で、化学反応におけるエネルギー変化を主に熱の観点から追究する学問である。化学反応はエネルギーの放出や吸収を伴い、融解や沸騰といった相転移も同様のことがおこる。熱化学はこれらのエネルギー変化、特に系と外界とのエネルギーのやり取りに焦点を当てる。熱化学は与えられた一連の反応を通した反応物と生成物の量を予測するのに有用である。エントロピー決定と組み合わせることで、反応が自発的であるか非自発的であるか、すなわち有利か不利かを予想することもできる。
吸熱反応は熱を吸収し、発熱反応は熱を放出する。熱化学は熱力学の概念と化学結合の結合エネルギーの概念を組み合わせたものである。一般に、熱化学の主題は熱容量、燃焼熱、生成熱、エンタルピー、エントロピー、自由エネルギー、カロリーと言った量の計算を含む。

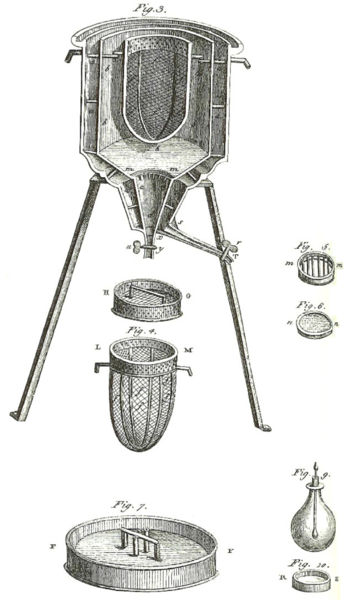
世界で最初の氷熱量計。様々な化学変化に伴う熱を測定するために、アントワーヌ・ラヴォアジエとピエール＝シモン・ラプラスによって1782年から83年にかけての冬に使われた。計算は、ジョゼフ・ブラックが先に示した潜熱に基づいて行われた。これらの実験は熱化学の基礎となった。

熱化学の分野を作り上げた人物の一人として、ヘスの法則などで知られるジェルマン・アンリ・ヘスが挙げられる。

## 歴史
熱化学は二つの一般論の上に成り立っている。現代の言葉で述べると以下のようになる。
1. ラヴォアジェとラプラスの法則 (1780): あらゆる変化に伴うエネルギー変化は、逆の変化に伴うエネルギー変化と大きさが等しく符号が逆である。[3]
2. ヘスの法則 (1840): あらゆる変化に伴うエネルギー変化は、その過程が一段階か多段階かに依らず一定である。.

これらの法則は熱力学第一法則 (1845)よりも先に提唱されており、その公式化に貢献した。
ラヴォアジェ、ラプラス、ヘスは比熱と潜熱についても調査したが、潜熱変化の発展に最も貢献したのはジョゼフ・ブラックであった。
1858年、グスタフ・キルヒホフは反応熱の変化は反応物と生成物の熱容量の差から与えられると提唱した。
式にするとdΔH/dT=ΔC_pとなる。
この方程式の積分形により、ある温度での反応熱の測定結果から他の温度での反応熱が推測できるようになった。

## 熱量測定
熱変化の測定は、通常測定されるべき変化がおこる閉鎖室における熱量測定により行われる。閉鎖室の温度は温度計または熱電対を用いて測定される。その温度を縦軸に、時間を横軸にプロットして基本量が計算できるグラフを作成する。現代の熱量測定では、示差走査熱量測定(DSC)等の迅速に情報を読み込むことができる自動化された装置が用いられる。

## 系
いくつかの熱力学的定義は熱化学で非常に有用である。系とは、宇宙の中で研究されている特定の部分空間である。系外のあらゆるものは外界や環境と見なされる。系には3種類がある。孤立系とは、隔離されたボンベ熱量計のような、エネルギーや物質を外界とやり取りできない系のことである。閉鎖系とは、蒸気放熱器のような、エネルギーを外界とやり取りできるが物質のやり取りはできない系のことである。開放系とは、沸騰したお湯を入れたポットのような、エネルギーも物質も外界とやり取りできる系のことである。

## プロセス
系の一つまたは複数の性質が変化しているとき、系はプロセスを経ている。プロセスは状態の変化に関係している。等温過程は系の温度が一定に保たれているときに生じる。等圧過程は圧力が一定に保たれているときに生じる。断熱過程は熱のやりとりがないときに生じる。